# Acaia (unità periferica)
L'unità periferica dell'Acaia (in greco Περιφερειακή ενότητα Αχαΐας?) è una delle tre unità periferiche in cui è divisa la periferia della Grecia Occidentale. Il capoluogo è la città di Patrasso.
Confina ad est con la Corinzia, a sud con l'Arcadia e ad ovest con l'Elide. A nord è bagnata dalle acque del golfo di Corinto. Il suo capoluogo è Patrasso.

## Nome
Questa regione greca del Peloponneso era ritenuta nell'antichità il luogo d'origine degli Achei.

## Storia
La regione ha fatto parte del Principato di Acaia dal periodo della fine della seconda crociata fino all'occupazione della Grecia da parte dell'Impero ottomano.
In tempi antichi questa regione era abitata dal popolo Acheo, che fu tra i primi colonizzare stabilmente la Magna Grecia, con la fondazione di Kroton (Crotone) e di Sibari.

## Prefettura
L'Acaia era una prefettura della Grecia, abolita a partire dal 1º gennaio 2011 a seguito dell'entrata in vigore della riforma amministrativa detta Programma Callicrate
La riforma amministrativa ha anche modificato la struttura dei comuni che ora si presenta come nella seguente tabella:
| Nuovo comune     | Vecchio comune | Sede         |
| ---------------- | -------------- | ------------ |
| Egialia          | Egira          | Egio         |
| Egialia          | Egio           | Egio         |
| Egialia          | Akrata         | Egio         |
| Egialia          | Diakopto       | Egio         |
| Egialia          | Erineos        | Egio         |
| Egialia          | Sympoliteia    | Egio         |
| Erymanthos       | Farres         | Chalandritsa |
| Erymanthos       | Kalentzi       | Chalandritsa |
| Erymanthos       | Leontio        | Chalandritsa |
| Erymanthos       | Tritaia        | Chalandritsa |
| Kalavryta        | Kalavryta      | Kalavryta    |
| Kalavryta        | Aroania        | Kalavryta    |
| Kalavryta        | Lefkasio       | Kalavryta    |
| Kalavryta        | Paion          | Kalavryta    |
| Patrasso (Patra) | Patrasso       | Patrasso     |
| Patrasso (Patra) | Vrachnaiika    | Patrasso     |
| Patrasso (Patra) | Messatida      | Patrasso     |
| Patrasso (Patra) | Paralia        | Patrasso     |
| Patrasso (Patra) | Rio            | Patrasso     |
| Dytiki Achaia    | Dymi           | Kato Achaia  |
| Dytiki Achaia    | Larissos       | Kato Achaia  |
| Dytiki Achaia    | Movri          | Kato Achaia  |
| Dytiki Achaia    | Olenia         | Kato Achaia  |

## Precedente suddivisione amministrativa
Dal 1997, con l'attuazione della riforma Kapodistrias, la prefettura di Acaia era suddivisa in 21 comuni e 2 comunità:
| Comune      | YPES        | Sede (se diversa) |
| ----------- | ----------- | ----------------- |
| Aigeira     | 0701        |                   |
| Aigio       | 0702        |                   |
| Akrata      | 0703        |                   |
| Aroania     | 0704        | Psofida           |
| Diakopto    | 0706        |                   |
| Dymi        | 0707        | Kato Achaïa       |
| Erineos     | 0708        | Kamares           |
| Farres      | 0722        | Chalandritsa      |
| Kalavryta   | 0709        |                   |
| Larissos    | 0711        | Lappa             |
| Lefkasio    | 0713        | Kleitoria         |
| Messatida   | 0714        | Ovrya             |
| Movri       | 0715        | Sageika           |
| Olenia      | 0723        | Lousika           |
| Paion       | 0716        | Dafni             |
| Paralia     | 0717        |                   |
| Patrasso    | 0718        |                   |
| Rio         | 0719        |                   |
| Sympoliteia | 0720        | Rododafni         |
| Tritaia     | 0721        | Stavrodromi       |
| Vrachnaiika | 0705        |                   |
| Comunità    | Codice YPES | Sede (se diversa) |
| Kalentzi    | 0710        |                   |
| Leontio     | 0712        |                   |